# Антониу, Дарио
Дарио Антониу (порт. Dário António, род. 22 октября 1992, Maianga) — ангольский шоссейный велогонщик.

## Карьера
В начале 2013 года Дариу Антониу впервые выступил на европейских гонках, участвуя в Волта Алгарви в составе ангольской команды. Однако на втором этапе он был вынужден сойти с гонки. В июне 2014 года он присоединился к португальской континентальной команде Banco BIC-Carmim вместе с тремя другими соотечественниками. В её составе выступил на Волта Португалии, но сошёл на седьмом этапе.
Вернувшись в свою родную страну в 2015 году, он блистает на местных гонках. В частности он выиграл первые два этапа Volta às Terras do Café, а также четвёртый и восьмой этапы Волты Анголы, на которой занял второе место в общем зачёте. На чемпионате Анголы он занял третьи места в групповой и индивидуальной гонках. В 2016 году стал чемпионом Анголы в групповой гонке. В том же году принял участие в чемпионате Африки который проводился в Бен-Слимане, Марокко. На нём он занял 8-е место в командной гонке, 16-е место в индивидуальной гонке, и 34-е (лучшее среди ангольцев) в групповой гонке.
В 2017 году на чемпионате Анголы выиграл индивидуальную гонку, затем финишировал вторым в групповой гонке уступив Игору Силву. Получив повышение в качестве лидера команды BAI-Sicasal-Petro de Luanda, он прекрасно выступил в сентябре, заняв четвёртое место на Туре Кот-д’Ивуар, что стало одним из единственных выступлений его команды на гонках входивших в календарь UCI. Затем должен был поехать в Эфиопию для участие в Туре Мелеса Зенауи, но его команда BAI-Sicasal-Petro не смогла принять участие из-за административных проблем с организацией. В декабре стартовал на Туре Мадагаскара, где ему снова доверяют роль лидера. На нём выиграл девятый этап и занял второе место в генеральной классификации, уступив нидерландскому гонщику Адне ван Энгеленe.
В 2018 году он выиграл этап и генеральную классификацию Grande Prémio Sonangol, опередив восьмерых своих товарищей по команде. В середине апреля он занял 21-е место и стал лучшим ангольским гонщиком на Туре Марокко. На чемпионате Анголы в июне, он второй раз подряд завоевал титул чемпиона в индивидуальной гонке. А четыре дня спустя стал вторым в групповой гонке, поделив подиум с двумя представителями команды Jair Transportes из Бенгелы: Жозе Панцо и Игорем Силва. Также летом он занял 41-е место и стал лучшим ангольским гонщиком на Трофей Хоакима Агостиньо. Затем стартовал на Туре Руанды. На ней он финишировал восемнадцатым на первом этапе, а на следующий день седьмым. Испытывая трудности на последующих этапах он занял по её итогам скромное 45-е месте. В ноябре он выиграл дебютную гонку Grande Prémio Internacional BAI, проводившуюся в формате индивидуальной гонки.

## Достижения
2012
2-й на Чемпионат Анголы — индивидуальная гонка
3-й на Чемпионат Анголы — групповая гонка
2013
3-й на Чемпионат Анголы — групповая гонка
2015
1-й этап на Grande Prémio 4 de Fevereiro
3-й этап на Вольта ду Какау
4-й и 8-й этапы на Волта Анголы
2-й на Тур ДР Конго
3-й на Чемпионат Анголы — индивидуальная гонка
3-й на Чемпионат Анголы — групповая гонка
2016
 Чемпион Анголы — групповая гонка
2017
 Чемпион Анголы — индивидуальная гонка
 Чемпион Анголы — командная гонка
2-й на Чемпионат Анголы — групповая гонка
Тур Мадагаскара
2-й в генеральной классификации
9-й этап
2018
 Чемпион Анголы — индивидуальная гонка
Grande Prémio Sonangol
1-й в генеральной классификации
1-й этап
1-й этап на Grande Prémio Internacional BAI (ITT)
2-й на Чемпионат Анголы — групповая гонка
2019
 Чемпион Анголы — индивидуальная гонка
Grande Prémio ACT
1-й в генеральной классификации
2-й этап
1-й этап на Coupe de Luanda
1-й этап Grande Prémio KPL
1-й и 4-й этапы наGrande Prémio Orped (ITT)
Тур дю Фасо
1-й в генеральной классификации
1-й этап (TTT)
2023
Волта Анголы

## Рейтинги
| Год                 | 2016   | 2017   | 2018 | 2019   | 2020  | 2021  | 2022   | 2023   | 2024  |
| ------------------- | ------ | ------ | ---- | ------ | ----- | ----- | ------ | ------ | ----- |
| Мировой рейтинг UCI | 1333-й | 1657-й | -    | 1798-й | 709-й | 985-й | 1455-й | 1591-й | 740-й |
| Африканский тур UCI | 83-й   | 117-й  | -    | 105-й  | 23-й  | 43-й  | 80-й   | 96-й   | 43-й  |
|                     |        |        |      |        |       |       |        |        |       |
| Источник: UCI       |        |        |      |        |       |       |        |        |       |